# Tetragonopsella
Tetragonopsella är ett släkte av skalbaggar. Tetragonopsella ingår i familjen vivlar.
Kladogram enligt Catalogue of Life:
| Tetragonopsella | \| \| Tetragonopsella occidentalis \| \| \| \| \| \| Tetragonopsella ovata \| \| \| \| |
|                 | \| \| Tetragonopsella occidentalis \| \| \| \| \| \| Tetragonopsella ovata \| \| \| \| |
|                 | Tetragonopsella occidentalis                                                           |
|                 |                                                                                        |
|                 | Tetragonopsella ovata                                                                  |
|                 |                                                                                        |